# Розалін (Підкарпатське воєводство)
Розалін (пол. Rozalin) — село в Польщі, у гміні Нова Демба Тарнобжезького повіту Підкарпатського воєводства.
Населення — 706 осіб (2011).
У 1975-1998 роках село належало до Тарнобжезького воєводства.

## Демографія
Демографічна структура станом на 31 березня 2011 року:
|          | Загалом | Допрацездатний вік | Працездатний вік | Постпрацездатний вік |
| -------- | ------- | ------------------ | ---------------- | -------------------- |
| Чоловіки | 342     | 72                 | 229              | 41                   |
| Жінки    | 364     | 78                 | 203              | 83                   |
| Разом    | 706     | 150                | 432              | 124                  |